# Đười ươi
Đười ươi (Danh pháp khoa học: Pongo) là một chi vượn lớn bản địa của các khu rừng nhiệt đới thuộc Indonesia và Malaysia. Hiện nay phạm vi cư trú của đười ươi chỉ quanh quẩn tại các đảo Borneo và Sumatra, song vào thế Canh Tân chúng đã từng sinh sống khắp khu vực Đông Nam Á và miền Nam Trung Quốc. Đười ươi từng được coi chỉ bao gồm một loài duy nhất, tuy nhiên vào năm 1996 giới khoa học đã chia chúng thành hai loài: đười ươi Borneo (P. pygmaeus, với ba phân loài) và đười ươi Sumatra (P. abelii). Loài thứ ba gọi là đười ươi Tapanuli (P. tapanuliensis) được xác định vào năm 2017. Đười ươi là nhánh duy nhất còn tồn tại của phân họ Ponginae, đã phân tách di truyền với các hominid khác (khỉ đột, tinh tinh và con người) vào khoảng giữa 19,3-15,7 triệu năm trước.
Trong số các họ hàng vượn lớn, đười ươi khác biệt ở chỗ chúng phần lớn vẫn sống trên cây. Chúng có cánh tay dài và đôi chân ngắn (so với cơ thể). Bộ lông chúng rậm rạp màu đỏ-nâu bao phủ gần kín cơ thể. Cân nặng của cá thể đực cái lần lượt vào khoảng 75 kg (165 lb) và 37 kg (82 lb). Những con đực trưởng thành đầu đàn sở hữu những miếng đệm má lớn và có khả năng tạo ra những tiếng kêu dài nhằm thu hút con cái hoặc đe dọa kẻ thù; những con đực trẻ cấp thấp trông gần giống những con cái trưởng thành hơn. Đười ươi là sinh vật sống đơn độc nhất trong số các vượn lớn, thực vậy, mối quan hệ xã hội nội loài chủ yếu chỉ diễn ra giữa mẹ và đàn con của nó. Trái cây là thành phần quan trọng nhất trong chế độ ăn của đười ươi; ngoài ra chúng ăn được cả thực vật, vỏ cây, mật ong, côn trùng và trứng chim. Chúng có thể sống thọ hơn 30 năm trong môi trường tự nhiên lẫn nuôi nhốt.
Đười ươi thuộc hàng thông minh nhất trong số các loài linh trưởng. Chúng biết sử dụng công cụ và biết xây dựng những chiếc tổ ngủ đêm khá công phu từ cành và lá. Đười ươi bắt đầu xuất hiện trong văn học và nghệ thuật của loài người, đặc biệt là trong các tác phẩm bình luận về xã hội loài người, từ khoảng thế kỷ thứ 18. Nhiều nghiên cứu khoa học về trí thông minh của chúng đã được thực hiện. Nhà linh trưởng học Birutė Galdikas là người tiên phong trong lĩnh vực nghiên cứu điền dã các loài vượn lớn và các cơ sở nuôi nhốt đười ươi đã được mở cửa trên khắp thế giới từ khoảng đầu thế kỷ 19.
Cả ba loài đười ươi đều được xếp vào diện cực kỳ nguy cấp, nguyên nhân bởi các hoạt động của con người như săn trộm (để làm thịt rừng hoặc để ngăn chúng phá mùa màng), phá rừng (để trồng và khai thác dầu cọ), và buôn bán thú nuôi bất hợp pháp. Nhiều tổ chức bảo tồn thiên nhiên và cứu hộ động vật hiện nay vẫn đang nỗ lực bảo vệ sự sống còn của đười ươi trong hoang dã.

## Từ nguyên
Không rõ từ "đười ươi" trong tiếng Việt bắt nguồn từ đâu.
Trong tiếng Anh, đười ươi là "orangutan" (các cách viết khác bao gồm orang-utan, orang utan, orangutang, hay ourang-outang) phiên âm hai từ tiếng Mã Lai orang, nghĩa là "người", và hutan, nghĩa là "rừng"; vậy nghĩa đen tức là "người rừng". Theo thời gian, ngữ nghĩa của từ này dần biến đổi thành ý chỉ con vật như hiện nay.
Danh từ uraŋutan dạng Java cổ xuất hiện sớm nhất trong bài thơ Kakawin Ramayana, một tác phẩm chuyển thể của thiên sử thi La-ma-diễn-na tiếng Phạn (thế kỷ thứ 9 hoặc đầu thế kỷ thứ 10). Trong thư tịch tiếng Java cổ, từ uraŋutan được dùng để chỉ các loài vượn khỉ chứ không phải người sống trong rừng. Danh từ này do vậy không có gốc gác Java mà chắc hẳn được mượn từ một thứ tiếng Mã Lai sơ kỳ nào đó. Rốt cuộc cách gọi "orangutan" với ý nghĩa chỉ chi Pongo bắt nguồn từ cổ ngữ Mã Lai.

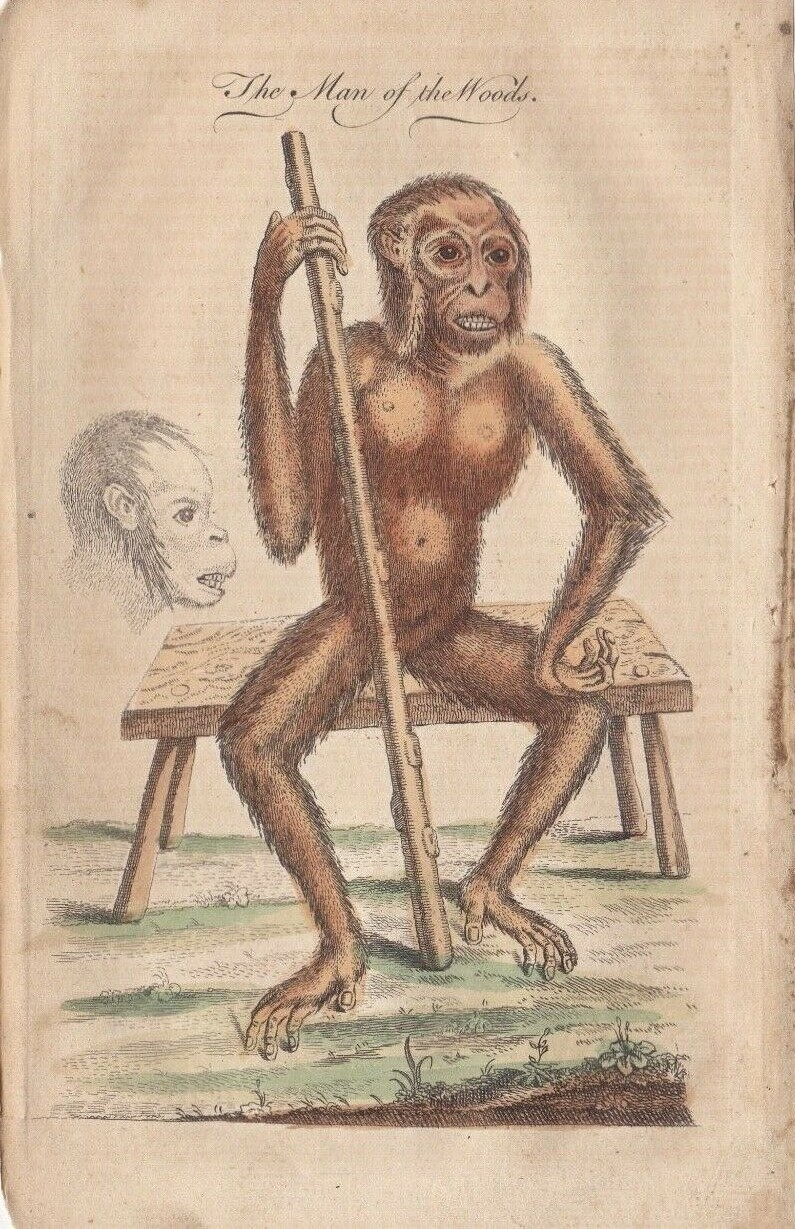
Bản phác thảo "The Man of the Woods" bởi George Edwards, 1758

Dạng từ "orangutan" chỉ vượn xuất hiện lần đầu bên phương Tây trong cuốn sách năm 1631 mang tựa Historiae naturalis et medicae Indiae orientalis [Lịch sử tự nhiên và thảo dược Đông Ấn] của bác sĩ người Hà Lan Jacobus Bontius. Bontius thuật rằng thổ dân Mã Lai đã kể ông hay về những con vượn biết nói, nhưng chúng chẳng bao giờ nói "không kẻo bị cưỡng bức lao động". Có ý kiến cho rằng từ "orangutan" khởi nguồn từ tiếng Banjar thuộc ngữ chi Mã Lai, song giả thuyết nguồn cội cổ ngữ Java đã đề cập bên trên có niên đại thuyết phục hơn. Cribb và đồng nghiệp (2014) cho rằng lời thuật của Bontius không nhắc đến vượn (vì lúc bấy giờ ông ở tại đảo Java, nơi không có loài vượn nào sinh sống) mà thực chất miêu tả một người bị dị tật nghiêm trọng. Nếu theo thuyết này thì nhà phẫu thuật người Hà Lan Nicolaes Tulp đã hiểu lầm ý nghĩa từ "orangutan" và trở thành người đầu tiên sử dụng nó trong một ấn phẩm một thập kỷ sau.:10–18
Từ "orang-outang" trong tiếng Anh xuất hiện lần đầu tiên vào năm 1691, và các biến thể với hậu tố -ng có thể được tìm thấy trong nhiều ngôn ngữ khác. Cách viết (và cách phát âm) "orang-outang" vẫn được sử dụng đến tận ngày nay song bị coi là thiếu chính xác theo chuẩn xã hội. Có giả thuyết cho rằng từ này len lỏi vào vốn từ tiếng Anh thông qua tiếng Bồ Đào Nha dựa trên sự tiêu biến chữ "h" trong utan và sự thay thế chữ -ng bằng -n. Từ này sau lại được người Mã Lai mượn để chỉ con đười ươi giống cách gọi của người Anh và đã được chứng thực vào khoảng năm 1840. Tuy vậy từ 'orangutan' trong tiếng Mã Lai và tiếng Indonesia hiện đại không phải bắt nguồn từ đó, mà ngạc nhiên thay lại chính là từ mượn tiếng Anh hoặc tiếng Hà Lan thế kỷ 20 - bởi lẽ âm 'h' đầu tiên trong 'hutan' khuyết tương tự nhau.
Từ Pongo được sử dụng lần đầu trong một tài liệu thế kỷ thứ 16 viết bởi Andrew Battel, một thủy thủ người Anh bị chính quyền thực dân Bồ Đào Nha giam giữ tại Angola, trong đó có mô tả về hai con "quái vật" hình người tên là Pongo và Engeco. Các nhà nghiên cứu hiện đại cho rằng ông đã mô tả loài khỉ đột nhưng vào thế kỷ 18 thì các danh từ orangutan và pongo được dùng để chỉ chung các loài vượn lớn. Nhà tự nhiên học người Pháp Bernard Germain de Lacépède là người đầu tiên "danh pháp hóa" cái tên Pongo vào năm 1799.:24–25 Từ "Pongo" của Battel bắt nguồn từ mpongi trong tiếng Kongo, hoặc bắt nguồn từ các thổ ngữ đồng nguyên chẳng hạn: pungu tiếng Lumbu, mpungu tiếng Vili, hoặc yimpungu tiếng Yombi.

## Phát sinh chủng loại

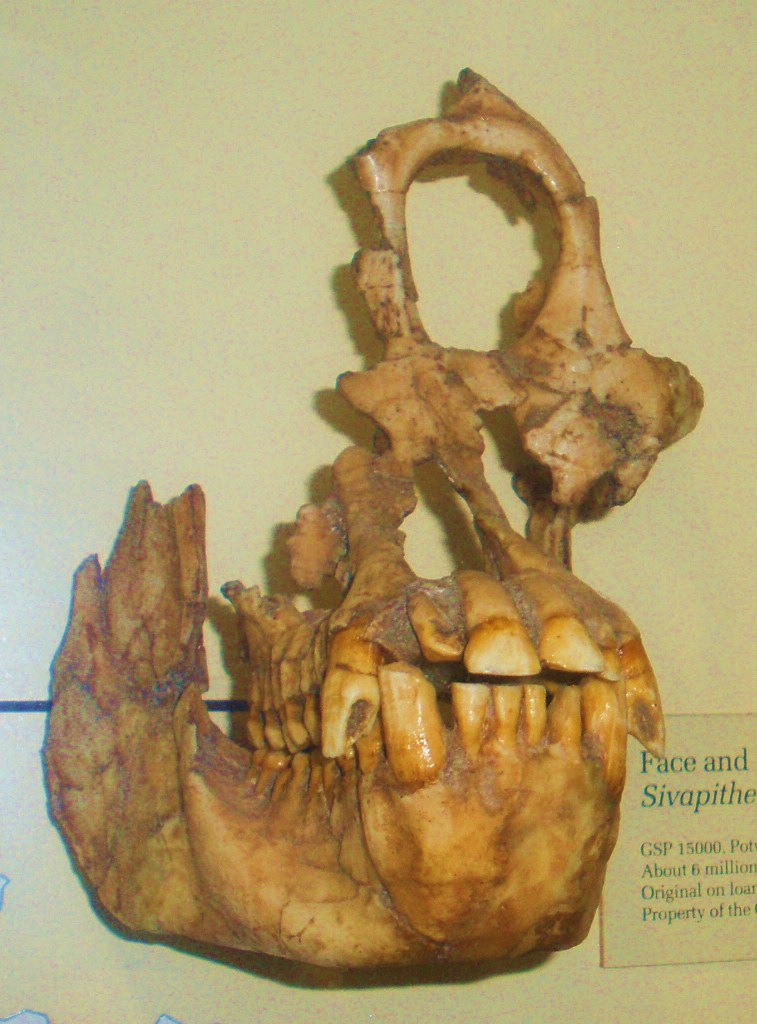
Hộp sọ hóa thạch của Sivapithecus sivalensis, họ hàng đã tuyệt chủng của đười ươi

Đười ươi được mô tả khoa học lần đầu tiên vào năm 1758 trong tác phẩm Systema Naturae của Carl Linnaeus với danh pháp Homo Sylvestris,:20 sau được đổi tên thành Simia pygmaeus vào năm 1760 bởi học trò của ông là Christian Emmanuel Hopp rồi cuối cùng được ấn định là Pongo bởi Lacépède vào năm 1799.:24–25 Sau khi P. abelii được nhà tự nhiên học người Pháp René Lesson mô tả vào năm 1827, giới khoa học bắt đầu nghi ngờ rằng quần thể trên hai đảo khác biệt nhau. Nghiên cứu phân tử năm 1996 được công bố vào năm 2001 đã xác nhận P. abelii là một loài chính đáng,:53 và ba quần thể tách biệt tại Borneo được xếp thành các phân loài (P. p. Pygmaeus, P. p. morio và P. p. wurmbii). Mô tả khoa học năm 2017 về loài thứ ba P. tapanuliensis từ Sumatra phía nam Hồ Toba đã hé lộ một điều khá thú vị: chúng có quan hệ di truyền gần với P. pygmaeus hơn P. abelii.

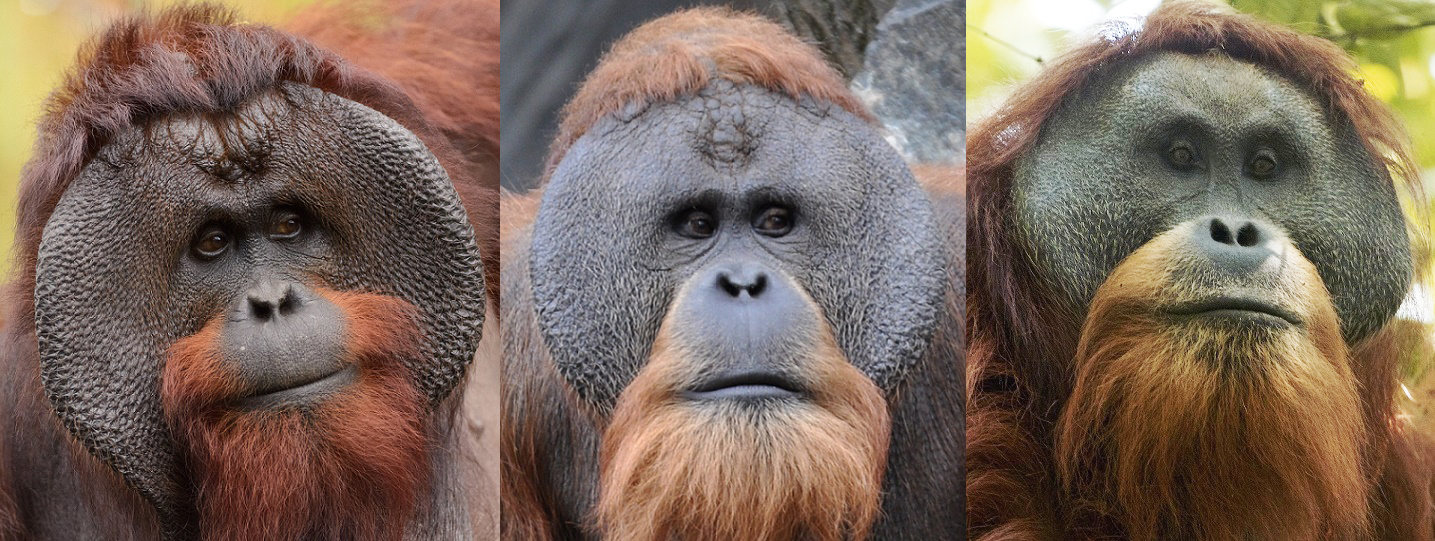
Đười ươi đực có "bờm" của các loài Borneo, Sumatra và Tapanuli

Bộ gen đười ươi Sumatra được giải trình tự vào tháng 1 năm 2011. Nối tiếp con người và tinh tinh, đười ươi Sumatra đã trở thành loài vượn lớn thứ ba có được "vinh dự" này. Theo sau, đười ươi Borneo cũng được giải trình tự bộ gen. Người ta phát hiện ra rằng mức đa dạng di truyền của đười ươi Borneo (P. pygmaeus) thấp hơn hẳn so với đười ươi Sumatra (P. abelii) mặc dù quần thể trên đảo Borneo đông đảo gấp 6 hoặc 7 lần quần thể trên đảo Sumatra. Các nhà nghiên cứu hy vọng những dữ liệu quý giá này có thể hỗ trợ nỗ lực bảo tồn chi đười ươi có nguy cơ tuyệt chủng và góp phần làm sáng tỏ thêm các căn bệnh di truyền của loài người chúng ta. Giống với khỉ đột và tinh tinh, đười ươi sở hữu 48 lưỡng bội nhiễm sắc thể, nhiều hơn con số 46 ở loài người.:9
Theo bằng chứng phân tử xét ở liên họ Hominoidea, các loài vượn bắt đầu phân hóa vào đầu thế Miocen khoảng 24,1-19,7 triệu năm trước (mya), và đười ươi đã tách khỏi vượn lớn châu Phi vào khoảng 19,3-15,7 mya. Israfil và đồng nghiệp (2011) dựa trên lô-cút ti thể, liên kết Y và liên kết X ước tính rằng đười uơi Sumatra và Borneo phân tách vào khoảng 4,9-2,9 mya.(Fig. 4) Trái lại, nghiên cứu bộ gen năm 2011 cho rằng hai loài này phân tách khoảng 400.000 năm trước, gần đây hơn những gì ta từng nghĩ. Ngoài ra, người ta phát hiện bộ gen đười ươi trải qua quá trình tiến hóa chậm hơn nhiều so với ADN của tinh tinh và con người. Nghiên cứu bộ gen năm 2017 cho rằng dòng đười ươi Borneo và Tapanuli tách khỏi dòng Sumatra khoảng 3,4 mya rồi tiếp tục chia tách với nhau khoảng 2,4 mya. Hướng di cư của đười ươi là từ Sumatra sang Borneo, điều này khả thi bởi thời kỳ băng hà gần đây khiến mực nước biển hạ thấp phát lộ Sundaland kết nối các đảo ở Đông Nam Á. Phạm vi hiện tại của đười ươi Tapanuli được cho là rất gần với nơi mà tổ tiên chúng lần đầu đặt chân đến Indonesia từ lục địa Châu Á.
|  | \| \| Người (chi Homo) \| \| \| \| \| \| Tinh tinh (chi Pan) \| \| \| \| |
|  |                                                                          |
|  | Khỉ đột (chi Gorilla)                                                    |
|  |                                                                          |
|  | Người (chi Homo)                                                         |
|  |                                                                          |
|  | Tinh tinh (chi Pan)                                                      |
|  |                                                                          |

|  | Người (chi Homo)    |
|  |                     |
|  | Tinh tinh (chi Pan) |
|  |                     |

|  | \| \| Người (chi Homo) \| \| \| \| \| \| Tinh tinh (chi Pan) \| \| \| \| |
|  |                                                                          |
|  | Khỉ đột (chi Gorilla)                                                    |
|  |                                                                          |
|  | Người (chi Homo)                                                         |
|  |                                                                          |
|  | Tinh tinh (chi Pan)                                                      |
|  |                                                                          |

|  | Người (chi Homo)    |
|  |                     |
|  | Tinh tinh (chi Pan) |
|  |                     |

|  | \| \| Người (chi Homo) \| \| \| \| \| \| Tinh tinh (chi Pan) \| \| \| \| |
|  |                                                                          |
|  | Khỉ đột (chi Gorilla)                                                    |
|  |                                                                          |
|  | Người (chi Homo)                                                         |
|  |                                                                          |
|  | Tinh tinh (chi Pan)                                                      |
|  |                                                                          |

|  | Người (chi Homo)    |
|  |                     |
|  | Tinh tinh (chi Pan) |
|  |                     |

|  | \| \| Người (chi Homo) \| \| \| \| \| \| Tinh tinh (chi Pan) \| \| \| \| |
|  |                                                                          |
|  | Khỉ đột (chi Gorilla)                                                    |
|  |                                                                          |
|  | Người (chi Homo)                                                         |
|  |                                                                          |
|  | Tinh tinh (chi Pan)                                                      |
|  |                                                                          |

|  | Người (chi Homo)    |
|  |                     |
|  | Tinh tinh (chi Pan) |
|  |                     |

|  | \| \| Người (chi Homo) \| \| \| \| \| \| Tinh tinh (chi Pan) \| \| \| \| |
|  |                                                                          |
|  | Khỉ đột (chi Gorilla)                                                    |
|  |                                                                          |
|  | Người (chi Homo)                                                         |
|  |                                                                          |
|  | Tinh tinh (chi Pan)                                                      |
|  |                                                                          |

|  | Người (chi Homo)    |
|  |                     |
|  | Tinh tinh (chi Pan) |
|  |                     |

|  | \| \| Người (chi Homo) \| \| \| \| \| \| Tinh tinh (chi Pan) \| \| \| \| |
|  |                                                                          |
|  | Khỉ đột (chi Gorilla)                                                    |
|  |                                                                          |
|  | Người (chi Homo)                                                         |
|  |                                                                          |
|  | Tinh tinh (chi Pan)                                                      |
|  |                                                                          |

|  | Người (chi Homo)    |
|  |                     |
|  | Tinh tinh (chi Pan) |
|  |                     |

|  | \| \| Người (chi Homo) \| \| \| \| \| \| Tinh tinh (chi Pan) \| \| \| \| |
|  |                                                                          |
|  | Khỉ đột (chi Gorilla)                                                    |
|  |                                                                          |
|  | Người (chi Homo)                                                         |
|  |                                                                          |
|  | Tinh tinh (chi Pan)                                                      |
|  |                                                                          |

|  | Người (chi Homo)    |
|  |                     |
|  | Tinh tinh (chi Pan) |
|  |                     |

|  | \| \| Người (chi Homo) \| \| \| \| \| \| Tinh tinh (chi Pan) \| \| \| \| |
|  |                                                                          |
|  | Khỉ đột (chi Gorilla)                                                    |
|  |                                                                          |
|  | Người (chi Homo)                                                         |
|  |                                                                          |
|  | Tinh tinh (chi Pan)                                                      |
|  |                                                                          |

|  | Người (chi Homo)    |
|  |                     |
|  | Tinh tinh (chi Pan) |
|  |                     |

### Bản ghi hóa thạch
Hiện chỉ có 3 loài đười ươi còn tồn tại trong phân họ Ponginae. Xa xưa, phân họ Ponginae còn bao gồm 3 chi đã tuyệt chủng: chi Lufengpithecus, từng sống ở miền nam Trung Quốc và Thái Lan 8–2 mya;:50 chi Indopithecus, từng sống ở Ấn Độ 9,2-8,6 mya; và chi Sivapithecus, từng sống ở Ấn Độ và Pakistan 12,5-8,5 mya. Những loài đười ươi cổ này có khả năng sinh sống trong môi trường khô mát hơn đười ươi ngày nay. Khoratpithecus piriyai từng sống ở Thái Lan 5–7 triệu năm trước được cho là họ hàng gần nhất được biết của đười ươi.:50 Loài linh trưởng lớn nhất hiện được biết có tên Gigantopithecus cũng là một thành viên của phân họ Ponginae, chúng từng sống ở Trung Quốc khoảng 2 triệu năm trước - 300.000 năm trước.:50
Hóa thạch lâu đời nhất của chi Pongo là những chiếc răng P. weidenreichi (đã tuyệt chủng) có niên đại về thế Canh Tân sớm, được tìm thấy tại Sùng Tả, Trung Quốc. Hóa thạch chi Pongo cũng đã được tìm thấy tại các hệ thống hang động thế Canh Tân tại Việt Nam, trong đó có cả răng của loài đười ươi khổng lồ Giganopithecus. Một số hóa thạch được cho là của P. hooijeri cũng đã được tìm thấy ở Việt Nam, và nhiều phân loài hóa thạch cũng đã được phát hiện khắp Đông Nam Á. Vào thế Canh Tân, phạm vi sống của Pongo rộng hơn so với hiện tại, trải dài khắp Sundaland, Đông Nam Á lục địa và miền Nam Trung Quốc. Dựa trên niên đại răng hóa thạch, đười ươi đã sinh sống tại bán đảo Malaysia ít nhất khoảng 60.000 năm trước. Địa bàn sinh sống của chúng bắt đầu co cụm lại vào cuối thế Canh Tân do môi trường rừng suy giảm thuận theo cực đại băng hà cuối cùng. Song dường như vẫn có những quần thể đười ươi bám trụ tại Việt Nam và Campuchia tới thế Toàn Tân.

## Đặc điểm

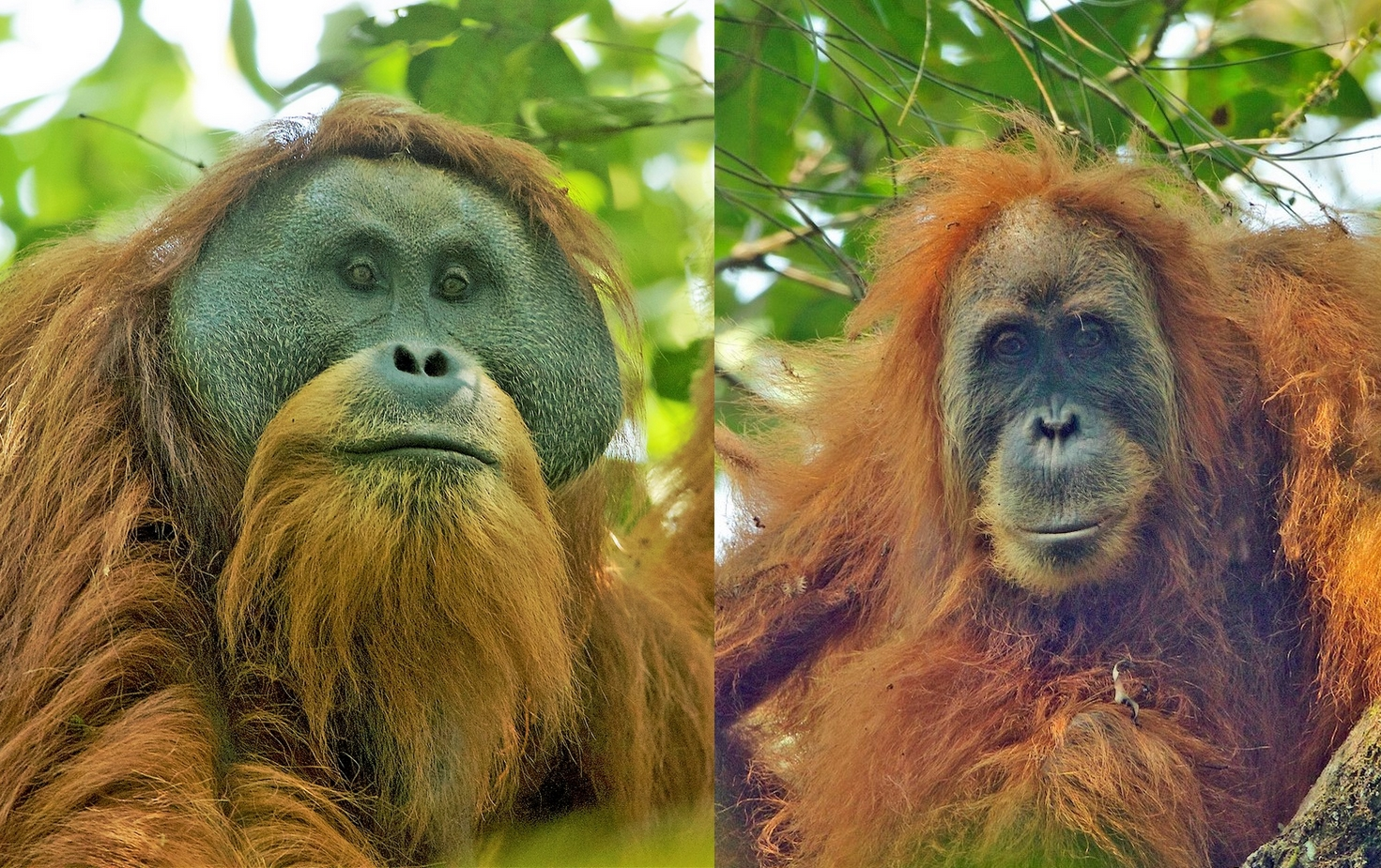
Cá thể đực có râu (trái) và cá thể cái (phải) của giống đười ươi Tapanuli

Đười ươi bộc lộ dị hình giới tính rất rõ rành; con cái khi đứng thẳng cao 115 cm (3 ft 9 in) và nặng khoảng 37 kg (82 lb), còn con đực trưởng thành khi đứng thẳng cao 137 cm (4 ft 6 in) và nặng khoảng 75 kg (165 lb). Chiều dài sải tay của đười ươi đực có thể đạt khoảng 2 m (6,6 ft), rất dài so với tỷ lệ cơ thể. Trái lại, hai chân của chúng tương đối ngắn. Bộ lông chúng thô ráp và bao phủ hầu hết cơ thể, thường có màu đỏ, cam sáng hoặc nâu đen. Làn da chúng có màu đen xám. Một số, không phải tất cả, đười ươi đực mọc bộ râu ở cằm.:14
Tai và mũi đười ươi khá nhỏ; chúng không có dái tai (phần thõng xuống của vành tai, đừng nhầm lẫn với ráy tai). Thể tích nội sọ trung bình của đười ươi là 397 cm3. Nắp sọ đười ươi cao hơn so với vùng mặt lõm vào với hàm nhô. So với tinh tinh và khỉ đột, gợn mày (brow ridge) của đười ươi kém phát triển. Đười ươi cái và non có hộp sọ hình tròn với khuôn mặt mỏng còn đười ươi đực trưởng thành có đỉnh dọc giữa (sagittal crest) rất rõ, các đệm má (flange) lớn, túi họng lớn và răng nanh dài.:14 Đệm má đười ươi cấu thành chủ yếu từ mô mỡ, được nâng đỡ bởi hệ thống cơ mặt.

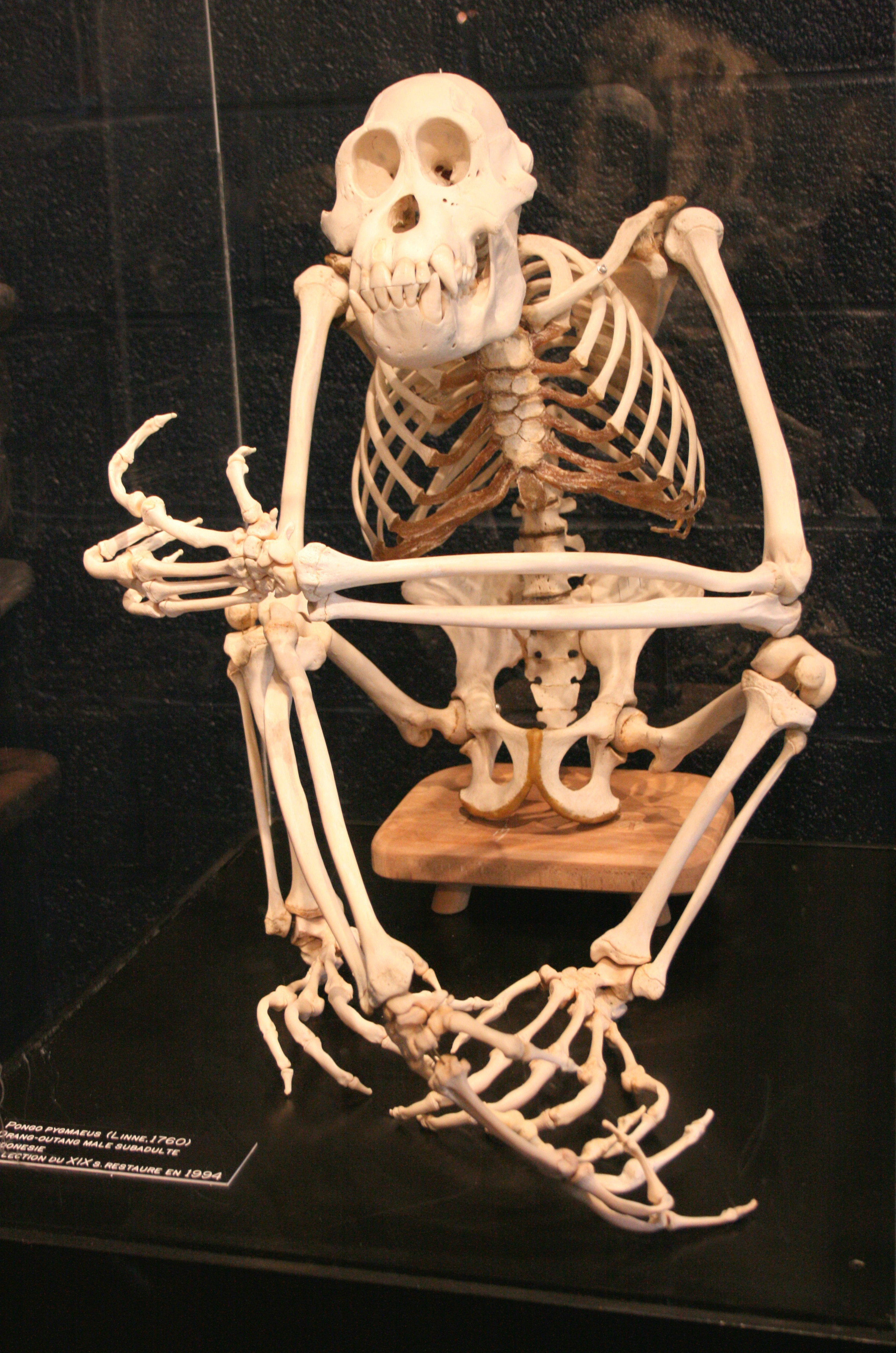
Khung xương một cá thể đười ươi Borneo cận trưởng thành

Bàn tay đười ươi có bốn ngón dài và ngón cái đối diện ngắn hơn đáng kể, một đặc điểm cho phép chúng bám chắc vào cành cây khi đu trên cao . Khi đười ươi thả lỏng bàn tay, ngón tay chúng sẽ cong lại hình móc câu để bám trụ vào cành mà không cần gắng sức. Bởi ngón cái nằm lệch ra ngoài, các ngón tay (và bàn tay) có thể nắm chặt các vật có đường kính nhỏ theo kiểu khóa kép tựa đầu ngón vào lòng bàn tay. Ngón chân của chúng cấu tạo tương tự ngón tay cho phép đười ươi có thể cầm nắm bằng cả tay lẫn chân. Vì khớp hông của đười ươi có độ linh hoạt tương tự như khớp vai và khớp tay, cử động của chúng linh hoạt hơn và ít bị hạn chế khi so với con người.:14–15
Đười ươi leo cây rất giỏi và có khả năng thả treo thân mình trên cây. Chúng hiếm lúc xuống đất và khá vụng về khi di chuyển trên mặt đất. Không giống như khỉ đột và tinh tinh, đười ươi không phải là động vật thuần kiểu đi bằng khớp đốt ngón tay (knuckle-walking). Thay vào đó, chúng gập các ngón vào và lê tay chân đi.
So với họ hàng đười ươi Borneo, giống Sumatra gầy hơn với lông dài nhưng nhạt màu và khuôn mặt dài hơn. Đười ươi Tapanuli trông gần như đười ươi Sumatra ở màu lông và thể hình. Đặc điểm nhận dạng chúng là bộ lông xoăn hơn, đầu nhỏ hơn, mặt dẹt hơn và rộng hơn hai loài đười ươi kia.

## Sinh thái và tập tính
Đười ươi chủ yếu sống trên tán cây rừng mưa nhiệt đới, đặc biệt là các cánh rừng dầu đất thấp và rừng già thứ sinh. Chúng thường quần tụ quanh những khu rừng đầm lầy gần sông hơn là những nơi khô cằn xa bãi bồi. Mật độ đười ươi cũng giảm theo độ cao tầng cây.:82 Chúng đôi khi lai vãng ở các đồng cỏ, ruộng, vườn, rừng thứ sinh non và các hồ nước nông.
Đười ươi giành phần lớn thời gian trong ngày ăn uống, nghỉ ngơi và đi dạo. Chúng bắt đầu ngày mới bằng việc kiếm ăn khoảng 2-3 tiếng buổi sáng, rồi nghỉ ngơi vào giữa trưa, sau đó đi dạo vào cuối buổi chiều. Khi màn đêm buông xuống, chúng lên cây làm tổ để ngủ. Những loài dã thú tiềm năng săn được đười ươi bao gồm hổ, báo gấm và sói lửa.:80 Do hổ không sinh sống tại Borneo, đười ươi tại đây xuống đất thường xuyên hơn đười ươi Sumatra. Những loài hay ký sinh trên đười ươi bao gồm tuyến trùng chi Strongyloides và trùng lỗ loài Balantidium coli. Trong số Strongyloides, loài S. fuelleborni và S. stercoralis thường ký sinh trên những cá thể non. Đười ươi còn biết sử dụng loài thực vật Dracaena cantleyi làm dầu thơm chống viêm sưng.

### Chế độ ăn và kiếm ăn

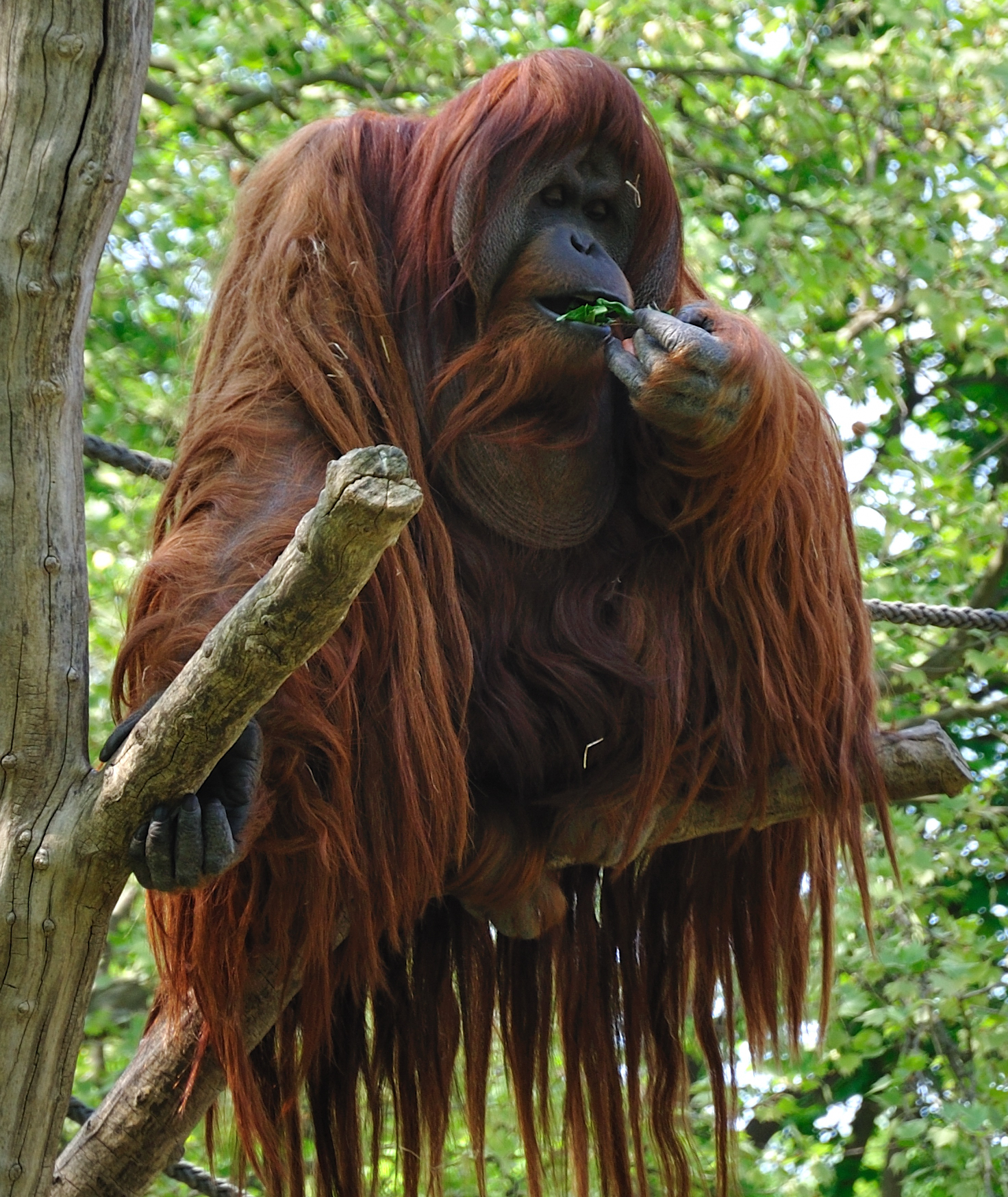
Mặc dù đười ươi có thể ăn lá cây, chồi cây, và trứng chim, chế độ ăn của chúng vẫn phải bao gồm lượng lớn trái cây.

Đười ươi giành tới 57–80% thời gian kiếm ăn để hái lượm trái cây. Ngay cả trong thời kỳ khan hiếm, trái cây vẫn có thể chiếm 16% chế độ ăn của chúng. Đười ươi thích quả có phần cùi, cuống hoặc thành hạt mềm và thích những cây có quả to trĩu. Sung được đười ươi rất ưa chuộng do chúng thỏa mãn cả hai tiêu chí nêu trên, ngoài ra chúng cũng ăn quả hạch và các loại dâu.:47–48 Đười ươi là loài phân tán hạt duy nhất của một số loài thực vật bao gồm Strychnos ignatii chứa chất độc strychnine alkaloid.
Đười ươi ngoài ra còn ăn lá cây, thành phần trung bình chiếm 25% thời gian kiếm ăn của chúng. Chúng ăn lá nhiều hơn nếu trái quả trở nên khan hiếm, nhưng ngay cả trong các thời kì trái quả đầy đủ, chế độ ăn lá vẫn chiếm 11–20%. Phần lá và thân của Borassodendron borneensis dường như là nguồn thực phẩm quan trọng của đười ươi trong thời kì trái cây ít. Ngoài ra, chúng còn tiêu thụ đủ loại thức ăn như vỏ cây, mật ong, trứng chim, côn trùng và động vật có xương sống nhỏ (kể cả cu li Nycticebus).:48–49
Ở một số khu vực, đười ươi có thể ăn các cột đất dọc thân cây do mối tạo ra, cũng như bới đất để ăn. Chúng thăm dò các vách đá sa thạch hoặc vùng trũng đất sét để liếm muối. Sở dĩ bởi đất chứa hàm lượng cao kaolinit, một hóa chất có thể chống lại tannin và axit phenolic độc hại trong thức ăn của đười ươi.:49–50

### Xã hội

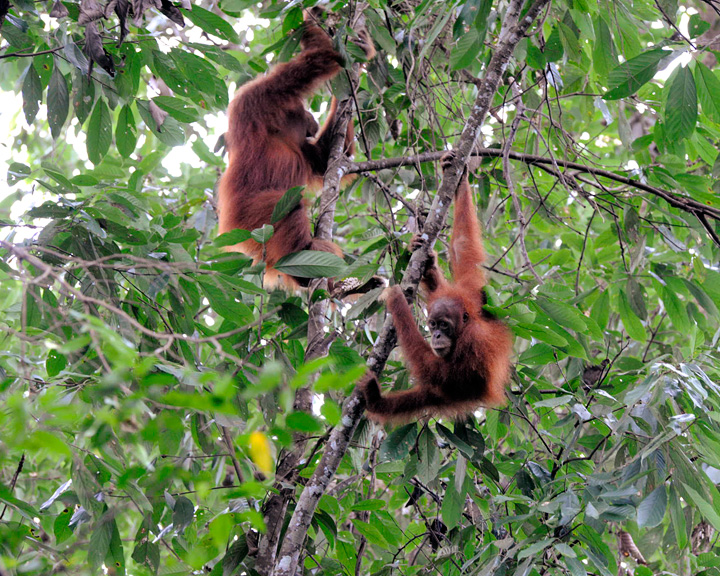
Đười ươi là loài vượn lớn ít tính xã hội nhất.

Cấu trúc xã hội của đười ươi có thể được coi là đơn độc song vẫn mang tính xã hội; lối sống của chúng đơn độc hơn những vượn lớn khác. Đười ươi Borneo sống lẻ hơn đười ươi Sumatra. Hầu hết các mối quan hệ xã hội chỉ diễn ra giữa con cái trưởng thành và đàn con ruột hoặc nuôi của nó. Con cái sống với đàn con của nó trong một lãnh thổ nhà nhất định, thường trùng lặp với lãnh thổ của những con cái trưởng thành khác mà có thể là họ hàng thân cận của chúng. Một hoặc nhiều con cái thường trú nằm trong lãnh thổ của một con đực trương thành, đóng vai trò là bạn tình chính của chúng. Hành vi tương tác giữa các con cái trưởng thành có thể là thân thiện, né tránh hoặc thù địch. Lãnh thổ của những con đực có thể trùng lặp với nhau, song chúng hiếm khi gặp mặt mà nếu có gặp thì thường xảy ra xung đột. Những con đực trưởng thành có thứ bậc xã hội cao hơn những con đực chưa trưởng thành, hai nhóm này thường tránh tiếp xúc với nhau.
Nghiên cứu đã chỉ ra rằng sự phát triển và thể hiện ngôn ngữ của đười ươi bị ảnh hưởng bởi bối cảnh xã hội, chứ không phải hoàn toàn do di truyền xác định.

## Phân loài
Có ba loài còn sinh tồn, và chúng đều đang ở tình trạng nguy cấp: Đười ươi Borneo (Pongo pygmaeus), Pongo tapanuliensis và Đười ươi Sumatra (Pongo abelii). Đười ươi Borneo là loài bản địa của đảo Borneo. Cùng với đười ươi Sumatra có kích thước nhỏ hơn một chút, nó thuộc về chi duy nhất của vượn dạng người loại lớn có nguồn gốc ở châu Á. Đười ươi Borneo có vòng đời của khoảng 35 đến 40 năm trong tự nhiên, những con đực nặng trên 75 kg trung bình (165 lb), từ 50–100 kg (110-200 lb), và 1,2-1,4 m (4-4,7 ft); con cái trung bình 38,5 kg (82 lb), dao động 30–50 kg (66-110 lb), và 1-1,2 m (3,3–4 ft).
Đười ươi Borneo sống trong rừng lá rộng ẩm nhiệt đới và cận nhiệt đới ở vùng đất thấp Borneo, cũng như khu vực miền núi lên đến 1.500 mét (4.900 ft) trên mực nước biển. Loài này sống trên khắp tán rừng nguyên sinh và thứ sinh, và di chuyển khoảng cách lớn để tìm trái cây.
Nó có thể được tìm thấy trong hai tiểu bang của Malaysia Sabah và Sarawak, và ba trong bốn tỉnh của Indonesia ở đảo Kalimantan. Do sự phá hủy môi trường sống, sự phân bố loài này bây giờ là rất loang lổ khắp hòn đảo, các loài trở nên hiếm hoi tại phía đông nam đảo, cũng như trong các khu rừng giữa sông Rejang ở trung tâm Sarawak và sông Padas ở phía Tây Sabah.
Đười ươi Sumatra chỉ sinh sống ở đảo Sumatra. Chúng có kích thước 1,4 mét (4,6 ft) và trọng lượng 90 kilôgam (200 lb) trung bình ở con đực. Con cái nhỏ hơn với kích thước trung bình 90 xentimét (3,0 ft) và nặng 45 kilôgam (99 lb). So với đười ươi Borneo loài này ốm hơn và có khuôn mặt dài hơn; lông của chúng có màu đỏ nhạt. Đây là loài có nguy cơ tuyệt chủng cao. 100 năm trước trên đảo Borneo có khoảng 300.000 cá thể đười ươi. Nhưng giờ đây con số này chỉ còn xấp xỉ 30 đến 40.000 con và người ta lo ngại đười ươi trong môi trường tự nhiên sẽ tuyệt chủng nếu tốc độ chặt rừng chồng cọ không được kiểm soát.